# NGC 5286
NGC 5286（Caldwell 84）は、ケンタウルス座にある球状星団である。裸眼でも見ることのできるケンタウルス座M星より4分だけ北にある。